# Экономика Испании
Экономика Испании — развитая экономика страны-члена Евросоюза. ВВП на душу населения по ППС в 2023 году составлял 89 % от среднего уровня по Евросоюзу. Является 4-й по величине экономикой в Европейском союзе (по номинальному ВВП) и 12-й в мире. Испания — промышленная страна, одна из крупнейших экономик Западной Европы и мира. Вместе с тем, экономика Испании испытывает серьёзные системные трудности (госдолг, высокий уровень безработицы, заметные региональные диспропорции, приводящие к активному сепаратизму).

## Общая характеристика

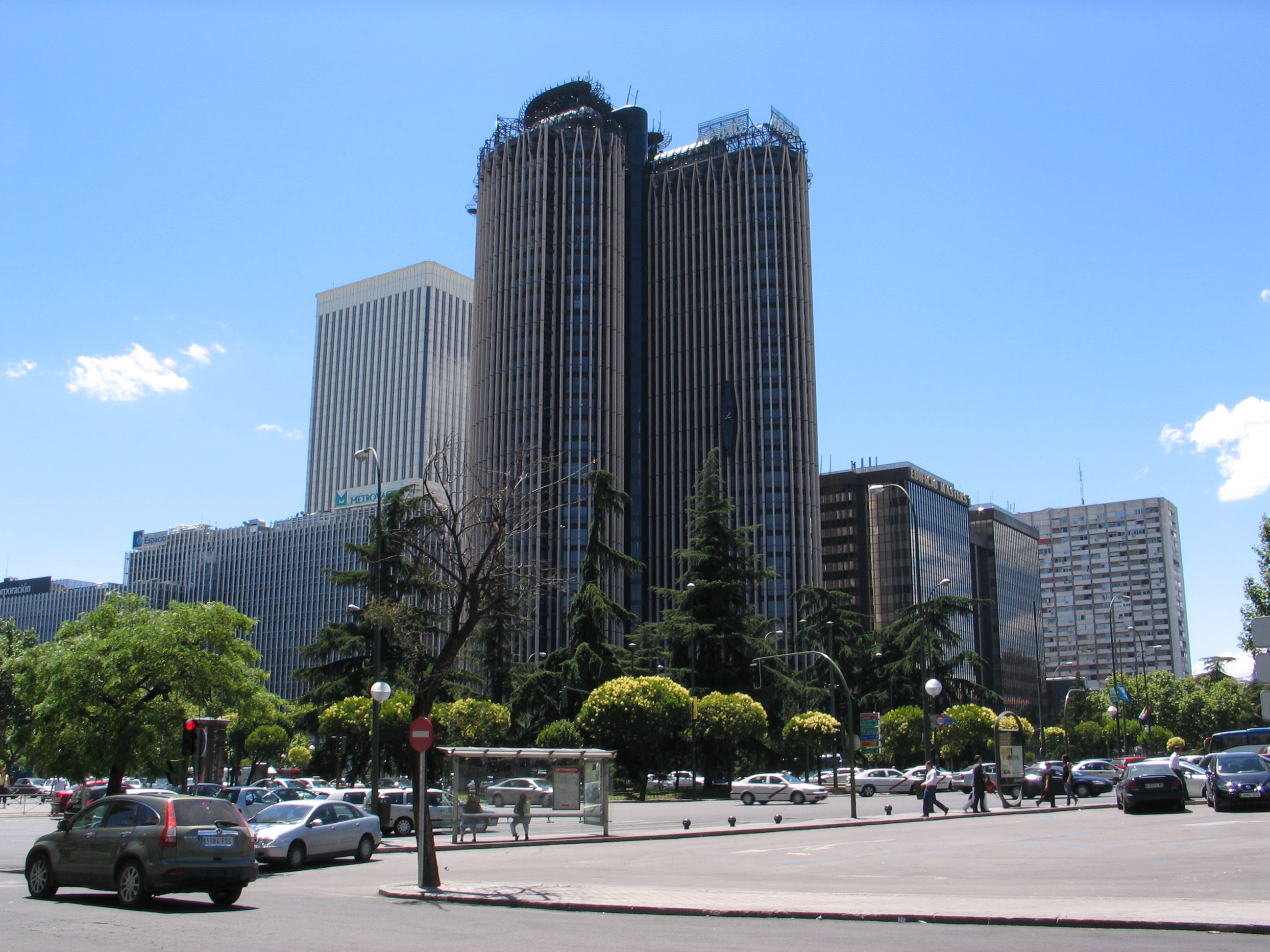
Вид на деловой район Мадрида

По классификации Международного экономического форума, анализирующего конкретные позиции стран по 14 секторам производства, Испания находится в верхней двадцатке почти во всех секторах среднего технологического уровня, особо выделяясь как производитель автомобильных запчастей (10-е место в мире), промышленных станков и оборудования (15-е место), аудиовизуальных средств (17-е место), продукции органической и неорганической химии (15-е место), изделий металлообработки (13-е место) и обуви (3-е место).
Но по конкурентоспособности в области информационно-коммуникационных технологий и выпуска электронных компонентов она находится только в третьей десятке стран.
Примерно по 20 % ВВП страны производят Каталония и Мадрид, а остальные регионы, кроме промышленно развитых Страны Басков и Наварры, ориентируются в основном на временные и/или низкооплачиваемые виды занятости в виде туризма, смежного сектора услуг и сельского хозяйства, которые после введения в стране евро страдают от низкой конкурентоспособности и постепенно теряют трудоспособное население.
В 1986 году страна стала членом Евросоюза, но её степень конвергентного развития продолжает оставаться затруднительной: в 2016 году средняя зарплата в Испании была на 86 % ниже чем в Германии и на 47 % ниже чем в соседней Франции. Однако эти низкие затраты на рабочую силу в настоящее время является преимуществом для экспорта — в настоящий момент Испания экспортирует много средне- и высокотехнологичных продуктов.
В структуре экспорта доля высокотехнологичных отраслей в 2—3,5 раза ниже, чем у стран-лидеров ЕС. В промышленном экспорте за 2000—2002 гг. высокотехнологичная продукция составила 10,4 % (для сравнения: в Великобритании он держался на уровне 38,7 %, в США — 37,5 %, в Японии — 30,9 %, в Германии — 20 %, во Франции — 25,1 %). Это является следствием того, что Испания расходует на НИОКР только 1,4 % своего ВВП — против 2 % в среднем по ЕС и 2,8 % у США. Около половины этих показателей обеспечивает госсектор, включая университеты, в то время как в странах-лидерах эти расходы взял на себя частный сектор. Несмотря на то, что испанская система налоговых льгот для НИОКР является одной из самых щедрых в ОЭСР и практически единой для малых и крупных предприятий, эти возможности пока используются слабо. Причина заключается, прежде всего, в недостаточной координации мер поддержки инноваций на государственном уровне и согласованности госпроектов. Также на это влияют и причины структурного и институционального характера — нехватка человеческого капитала и навыков высококлассного управления.
Среди 100 наиболее известных в мире брендов у Испании нет ни одного, хотя имеются отраслевые лидеры: «Фрейшенет» (шипучие вина), Chupa Chups (кондитерские изделия), Telefonica (телекоммуникации), Repsol (нефтегаз), «Проновиас» (подвенечные платья) и «Льядро» (фарфоровые статуэтки), а также входящие в первую тройку Zara, в первую пятёрку — «Соль Мелья» (гостиничный бизнес). Обладание мировым брендом считается важным конкурентным преимуществом и одним из признаков высокого уровня развития экономики.
Некоторая часть инвестиций, пополняющих бюджет Испании, поступает за счет программы получения ВНЖ инвестора (статус резидента) гражданами других стран посредством покупки недвижимого имущества на сумму не менее 500 000 евро.
Сильные стороны экономики
Испания, несмотря на проблемы, занимает важное место в нескольких областях инноваций, таких как возобновляемые источники энергии, биотехнологии, транспорт и технологии промышленности, малые и средние предприятия, которые являются сильной основой для восстановления после кризиса 2008 года и изменения экономической модели.
Также, кризис обратил внимание на некоторые сильные стороны испанской экономики — например, несмотря на него, объём экспорта товаров вырос почти на 12 %. Продолжается расширение присутствия испанских компаний во всем мире, особенно в странах Латинской Америки и Азии, экспорт в которую значительно увеличился.
В последние годы Испания достигла высокого положения по всему миру: 9-е место по количеству новых исследований в международном научном рейтинге. Со второго десятилетия XXI века уход частных компаний за рубеж, вызванный кризисом 2008 года, имел последствия для конкурентоспособности страны на мировом рынке, что способствовало увеличению частных инвестиций в исследования.
Проблемы экономики
Традиционными проблемами испанской экономики являются: неполное использование ресурсов трудового населения и инфляция, обе является бичом испанской экономики.
Если в 2007 году Испания занимала, по данным МВФ, по уровню экономического развития 8-е место в мире; то в 2014 году опустилась на 14-е место.
Несмотря на то, что с точки зрения паритета покупательной способности (ППС), она ныне является одной из крупнейших в мире, Испания продолжает испытывать серьёзные системные трудности (госдолг, превысивший в 2016 году 100 % ВВП, коррупция, крайне высокий уровень безработицы, заметные региональные диспропорции приводящие к активному сепаратизму).
Следствием неполного использования трудовых ресурсов является традиционно низкий процент официальной занятости населения и, соответственно, — высокий уровень официальной безработицы, которая даже в годы бурного роста экономики не опускается ниже 8—10 %, что являлось бы катастрофическим показателем для большинства других стран, но воспринимается как норма в Испании. Низкий уровень или отсутствие профессиональной подготовки работников многие считают одной из главных проблем Испании. Испания занимает первое место в Евросоюзе по доле людей с незавершенным образование — в 2020 году 16 % испанцев закончили учёбу на неполном среднем образовании, в среднем по Евросоюзу этот показатель был 9,9 %.
Раздутый госаппарат: за последние 30 лет армия чиновников здесь выросла с 700 тыс. до 3,2 млн человек.
Также, заметна давняя географическая диспропорция между более развитым северо-восточным регионом и остальной территорией страны.
Помимо этого, характерной чертой Испании является крайне низкая устойчивость экономики к различного рода кризисным явлениям, а также ярко выраженная зависимость от различного рода «мыльных пузырей» (недвижимости, перекредитования, внешних займов). Кризисы в 1993 и 2008—2012 годов серьёзно повлияли на экономику страны. Тем не менее, кризис изменил эти условия, страна с 2014 года сосредоточилась на развитии экспортоориентированных отраслей и в настоящее время конкурентоспособна по сравнению с другими крупными экономиками Европейского Союза и мира.

## ВВП
ВВП Испании в 2022 году составил 1,346 трлн евро, его распределение по регионам: Мадрид — 261,7 млрд евро, Каталония — 255,2 млрд евро, Андалусия — 180,2 млрд евро, Валенсия — 126,4 млрд евро, Страна Басков — 79,4 млрд евро, Галисия — 69,8 млрд евро, Кастилия-Леон — 64,2 млрд евро, Канарские острова — 49,0 млрд евро, Кастилия-Ла-Манча — 46,7 млрд евро, Арагон — 41,8 млрд евро, Мурсия — 35,8 млрд евро, Балеарские острова — 35,5 млрд евро, Астурия — 25,8 млрд евро, Наварра — 22,6 млрд евро, Эстремадура — 22,5 млрд евро, Кантабрия — 15,4 млрд евро, Риоха — 9,5 млрд евро, Сеута — 1,9 млрд евро, Мелилья — 1,8 млрд евро.
Вклад в ВВП отдельных отраслей в 2022 году:
- сельское хозяйство, лесничество и рыбный промысел — 31,5 млрд евро (2 %);
- горнодобывающая промышленность, промышленное производство, энергетика и коммунальные услуги — 213,7 млрд евро (16 %);
- строительство — 66,3 млрд евро (5 %);
- торговля, транспорт, логистика, ресторанно-гостиничный бизнес — 295,1 млрд евро (22 %);
- информация и телекоммуникации — 46,8 млрд евро (3 %);
- финансы и страхование — 52,7 млрд евро (4 %);
- операции с недвижимостью — 139,8 млрд евро (10 %);
- профессиональные, научные, технические и управленческие услуги — 109,5 млрд евро (8 %);
- госаппарат, оборона, соцобеспечение, образование и здравоохранение — 217,9 млрд евро (16 %);
- культурно-развлекательная деятельность и другие услуги — 52,5 млрд евро (4 %).

## Статистика
В следующей таблице показаны основные экономические показатели. Инфляция менее 2 % обозначена зелёной стрелкой.
| Год  | ВВП (ППС) (в млрд долларов) | ВВП на душу населения (ППС) (в долларах) | Рост ВВП (реальный) | Уровень инфляции (в процентах) | Безработица (в процентах) | Государственный долг (в процентах от ВВП) |
| ---- | --------------------------- | ---------------------------------------- | ------------------- | ------------------------------ | ------------------------- | ----------------------------------------- |
| 1980 | 294,4                       | 7820                                     | 1,2 %               | 15,6 %                         | 11,0 %                    | 16,6 %                                    |
| 1981 | ▲320,1                      | ▲8440                                    | ▼−0,4 %             | ▲14,5 %                        | ▲13,8 %                   | ▲20,0 %                                   |
| 1982 | ▲345,0                      | ▲9030                                    | ▲1,2 %              | ▲14,4 %                        | ▲15,8 %                   | ▲25,1 %                                   |
| 1983 | ▲364,5                      | ▲9490                                    | ▲1,7 %              | ▲12 2 %                        | ▲17 2 %                   | ▲30 3 %                                   |
| 1984 | ▲384,0                      | ▲9960                                    | ▲1,7 %              | ▲11,3 %                        | ▲19,9 %                   | ▲37,1 %                                   |
| 1985 | ▲405,5                      | ▲10 480                                  | ▲2,4 %              | ▲8,8 %                         | ▲21,3 %                   | ▲42,1 %                                   |
| 1986 | ▲427,9                      | ▲11 030                                  | ▲3,4 %              | ▲8,8 %                         | ▼20,9 %                   | ▲43,3 %                                   |
| 1987 | ▲463,5                      | ▲11 920                                  | ▲5,7 %              | ▲5,2 %                         | ▼20,2 %                   | ▼43,1 %                                   |
| 1988 | ▲505,2                      | ▲12 960                                  | ▲5,3 %              | ▲4,8 %                         | ▼19,2 %                   | ▼39,6 %                                   |
| 1989 | ▲551,3                      | ▲14 120                                  | ▲5,0 %              | ▲6,8 %                         | ▼17,2 %                   | ▲41,0 %                                   |
| 1990 | ▲593,9                      | ▲15 180                                  | ▲3,8 %              | ▲6,7 %                         | ▼16,2 %                   | ▲42,5 %                                   |
| 1991 | ▲629,5                      | ▲16 050                                  | ▲2,5 %              | ▲5,9 %                         | ▲16,3 %                   | ▲43,1 %                                   |
| 1992 | ▲649,4                      | ▲16 500                                  | ▲0,9 %              | ▲7,1 %                         | ▲18,4 %                   | ▲45,4 %                                   |
| 1993 | ▲656,0                      | ▲16 620                                  | ▼−1,3 %             | ▲4,6 %                         | ▲22,6 %                   | ▲56,2 %                                   |
| 1994 | ▲685,7                      | ▲17 320                                  | ▲2,3 %              | ▲4,7 %                         | ▲24,1 %                   | ▲58,7 %                                   |
| 1995 | ▲728,9                      | ▲18 370                                  | ▲4,1 %              | ▲4,7 %                         | ▼22,9 %                   | ▲63,4 %                                   |
| 1996 | ▲760,2                      | ▲19 120                                  | ▲2,4 %              | ▲3,6 %                         | ▼22,0 %                   | ▲67,5 %                                   |
| 1997 | ▲803,2                      | ▲20 150                                  | ▲3,9 %              | ▲1,9 %                         | ▼20,6 %                   | ▼66,2 %                                   |
| 1998 | ▲848,6                      | ▲21 210                                  | ▲4,5 %              | ▲1,8 %                         | ▼18,6 %                   | ▼64,2 %                                   |
| 1999 | ▲901,4                      | ▲22 410                                  | ▲4,7 %              | ▲2,2 %                         | ▼15,6 %                   | ▼62,5 %                                   |
| 2000 | ▲968,4                      | ▲23 880                                  | ▲5,1 %              | ▲3,5 %                         | ▼13,6 %                   | ▼57,8 %                                   |
| 2001 | ▲1030                       | ▲25 240                                  | ▲3,9 %              | ▲3,6 %                         | ▼10,5 %                   | ▼54,0 %                                   |
| 2002 | ▲1070                       | ▲25 920                                  | ▲2,7 %              | ▲3,1 %                         | ▲11,5 %                   | ▼51,2 %                                   |
| 2003 | ▲1130                       | ▲26 720                                  | ▲3,0 %              | ▲3,0 %                         | ▬11,5 %                   | ▼47,7 %                                   |
| 2004 | ▲1190                       | ▲27 860                                  | ▲3,1 %              | ▲3,0 %                         | ▼10,7 %                   | ▼45,4 %                                   |
| 2005 | ▲1280                       | ▲29 230                                  | ▲3,7 %              | ▲3,4 %                         | ▼9,2 %                    | ▼42,4 %                                   |
| 2006 | ▲1370                       | ▲30 880                                  | ▲4,1 %              | ▲3,5 %                         | ▼8,1 %                    | ▼39,1 %                                   |
| 2007 | ▲1460                       | ▲32 220                                  | ▲3,6 %              | ▲2,8 %                         | ▼7,6 %                    | ▼35,8 %                                   |
| 2008 | ▲1500                       | ▲32 590                                  | ▲0,9 %              | ▲4,1 %                         | ▲11,2 %                   | ▲39,7 %                                   |
| 2009 | ▼1450                       | ▼31 300                                  | ▼−3,8 %             | ▼−0,2 %                        | ▲17,9 %                   | ▲53,3 %                                   |
| 2010 | ▲1470                       | ▼31 600                                  | ▲0,2 %              | ▲2,0 %                         | ▲19,9 %                   | ▲60,5 %                                   |
| 2011 | ▲1490                       | ▼31 870                                  | ▲−0,8 %             | ▲3,0 %                         | ▲21,4 %                   | ▲69,9 %                                   |
| 2012 | ▼1480                       | ▼31 720                                  | ▼−3,0 %             | ▲2,4 %                         | ▲24,8 %                   | ▲90,0 %                                   |
| 2013 | ▲1510                       | ▲32 460                                  | ▼−1,4 %             | ▲1,5 %                         | ▲26,1 %                   | ▲100,5 %                                  |
| 2014 | ▲1560                       | ▲33 560                                  | ▲1,4 %              | ▼−0,2 %                        | ▼24,4 %                   | ▲105,1 %                                  |
| 2015 | ▲1620                       | ▲34 950                                  | ▲3,8 %              | ▼−0,6 %                        | ▼22,1 %                   | ▼103,3 %                                  |
| 2016 | ▲1730                       | ▲37 330                                  | ▲3,0 %              | ▼−0,3 %                        | ▼19,6 %                   | ▼102,7 %                                  |
| 2017 | ▲1840                       | ▲39 650                                  | ▲3,0 %              | ▲2,0 %                         | ▼17,2 %                   | ▼101,8 %                                  |
| 2018 | ▲1930                       | ▲41 350                                  | ▲2,3 %              | ▲1,7 %                         | ▼15,3 %                   | ▼100,4 %                                  |
| 2019 | ▲2010                       | ▲42 590                                  | ▲2,0 %              | ▲0,8 %                         | ▼14,1 %                   | ▼98,2 %                                   |
| 2020 | ▼1810                       | ▼38 120                                  | ▼−11,2 %            | ▲−0,3 %                        | ▲15,5 %                   | ▲120,3 %                                  |
| 2021 | ▲2010                       | ▲42 410                                  | ▲6,4 %              | ▲3,0 %                         | ▼14,8 %                   | ▼116,8 %                                  |
| 2022 | ▲2270                       | ▲47 710                                  | ▼5,8 %              | ▲8,3 %                         | ▼12,9 %                   | ▼111,6 %                                  |
| 2023 | ▲2410                       | ▲50 470                                  | ▼2,5 %              | ▼3,5 %                         | ▼11,8 %                   | ▼107,3 %                                  |

## Государственный сектор в экономике
Преобладание государственного сектора было оформлено ещё в 1941 году созданием Национального института промышленности (ИНИ), который должен был создавать государственные предприятия в тех сферах, куда частный капитал шел неохотно. В 1973 году в ИНИ входило 58 промышленных предприятий в электроэнергетике, судостроении, металлургии, угольной промышленности и нефтепереработке. На них приходилось 40 % стали, 61 % — алюминия, 84 % — судов и 15 % электроэнергии, производимых в стране. Государство обладало полной монополией в области железнодорожного и воздушного транспорта, а также в сбыте нефтепродуктов и торговле табачными изделиями.
В начале 1980-х годов на государственных предприятиях работало 550 тыс. человек, что составляло 4,9 % всех занятых в национальной экономике. В 1985 году началась массовая приватизация, за 20 лет было приватизировано 134 госпредприятия. В большинстве случаев предприятия проеобразовывались в публичные компании, после чего их акции постепенно продавались через биржу. В результате приватизации значение государственного сектора резко сократилось: в начале 2000-х годов на государственных предприятиях было занято лишь около 100 тыс. человек. Наиболее крупными госпредприятиями являются почтовая служба Correos, судостроительная группа Navantia, оператор железнодорожной сети ADIF и оператор железнодорожных перевозок RENFE.

## Транснациональные корпорации
С 1990-х годов некоторые испанские компании получили статус многонациональных и часто расширяют свою деятельность в культурно близких странах Латинской Америки, где Испания является вторым по величине иностранным инвестором, после Соединенных Штатов. Испанские компании тоже расширили своё присутствие в Азии, особенно в Китае и Индии.
Испанские ТНК работают в таких областях, как
возобновляемые источники энергии (Iberdrola является одним из крупнейших в мире операторов возобновляемых источников энергии),
в области технологий (такие компании как Telefonica, Cellnex, Gamesa, Indra Sistemas),
строительства (Acciona, Grupo ACS, Ferrovial, Grupo FCC),
железнодорожного машиностроения (CAF, «Тальго»),
нефтяной отрасли (Repsol),
финансов (Grupo Santander, BBVA, Mapfre),
лёгкой промышленности (Inditex) и т. д.

## История
Заселение Пиренейского полуострова началось в середине первого тысячелетия до нашей эры. Позже полуостров стал частью Римской империи, а в 711 году началось завеваниемусульманами, учредившими здесь Кордовский халифат; христианскими остались лишь Галисия и Астурия на севере Испании. Освобождение Испании от мусульман продолжалось до конца XV века.
С XVI века начался период наибольшего расцвета испанской экономики благодаря Великим географическим открытиям и колонизации Америки. В 1561 году Мадрид стал столицей Испании, но наиболее экономически развитыми регионами страны оставались Каталония и Страна Басков. Приток золота и серебра из американских колоний с одной стороны привёл к росту влияния Испании, но с другой стороны стал причиной инфляции и технологического отставания. В конце XVIII века начался распад Испанской империи, к 1825 году из американских колоний остались только Куба и Пуэрто-Рико. По состоянию на XIX век экономика Испании была аграрной и отсталой по сравнению с другими европейскими странами, исключениями были лишь Каталония с развитой текстильной промышленностью и Страна Басков со значительными успехами в металлургии.
Во время Первой мировой войны положение Испании значительно улучшилось благодаря экспорту своей аграрной и промышленной продукции в воюющие страны. После окончания войны начался экономический спад, приведший к установлению диктаторского режима Мигеля Примо де Риверы. В 1920-е и 1930-е годы были реализованы несколько крупных проектов в строительстве дорог и развитии системы ирригации на реке Эбро. Противостояние различных социальных групп вылилось в Гражданскую войну, закончившуюся установлением режима Франсиско Франко в 1939 году. Под его руководством Испания стала развивать замкнутую самодостаточную экономику с большим государственным вмешательством в экономику (государственный корпоративизм). В 1953 году между Франкистской Испанией и США был подписан Мадридский пакт, по которому Испания получила экономическую помощь в обмен на строительство американских военных баз. Несмотря на это, к концу 1950-х годов экономика Испании пришла в полный упадок.
В начале 1959 году был принят стабилизационный план, его осуществление привело к росту экономики, позже ставшему известным как «испанское экономическое чудо». В 1960—1974 годах экономические показатели росли в среднем на 6,6 % в год, что было выше, чем у любой другой страны мира (за исключением Японии). Важнейшую роль сыграло открытие Испании как мирового курортного центра. Также большое значение имело разрешение на трудовую миграцию в другие страны Европы, в 1959—1974 годах более 3 млн испанцев покинули страну в поисках работы, чтобы отсылать заработанные деньги на родину. Нефтяной кризис 1973 года ударил по Испании из-за её зависимости от импорта энергоносителей. В 1975 году безработица выросла до 21 %, в конце 1970-х начался период экономического спада. В 1980-е годы в Испании снова начался экономический подъём. Хотя показатели роста находились ниже уровня 1960-х годов, тем не менее они оставались самыми высокими в Западной Европе. Однако в этом случае рост производства сопровождался инфляцией и высокой безработицей (до 22 % трудоспособного населения).
В 1982 году Испания стала членом НАТО. В 1986 году Испания стала полноправным членом Европейского экономического сообщества (с 1993 года — Европейского союза). Необходимость в реструктуризации экономики привела к исчезновению некоторых отраслей (напр., чёрной металлургии).
Вместе с тем, вливание субсидий, в размере 150 млрд евро, на развитие отсталых регионов, привело к бурному росту инфраструктуры (что привело, например, к развитию туристической индустрии) — строились дороги, было построено 2,5 тыс. км скоростных ж/д линий (14 тыс. км всего), модернизированы аэропорты. Получили развитие малые и средние предприятия.
В начале 1990-х годов Испания, как и многие другие страны, столкнулась с экономическими трудностями, вылившимися в кризис 1993 года; главной проблемой был высокий уровень безработицы, в 1994 году достигший 24 %.
В 2002 году национальная денежная единица песета была заменена на евро, обменный курс составил 166 песет за 1 евро.
В 2008 году в Испании начался финансово-экономический кризис. Многолетнее превышение расходов государства над доходами привело в итоге, к концу 2000-х, к дефициту госбюджета в размере свыше 11 % ВВП (это втрое больше, чем предусмотрено правилами Евросоюза, но втрое меньше, чем было у Ирландии); внешнеторговый дефицит страны составлял 5 % общего объёма экономики. Меры экономии, принимаемые правительством, в частности, некоторое сокращение численности госаппарата (на 22 млн населения приходится 6 млн чиновников по состоянию на 2013 год), были недостаточны для преодоления кризисной ситуации.
За годы мирового экономического кризиса, отягощённого европейским долговым кризисом, ВВП страны в совокупности сократился на 9 % (к концу 2015 года он был всё ещё ниже, чем в докризисный 2007 год). В 2012 году Испания была вынуждена обратиться к Европейскому союзу за финансовой помощью целому ряду своих банков, чтобы предотвратить в стране банковский кризис.
От введённого Россией ответного продовольственного эмбарго (2014) в первую очередь понесли потери Польша, Литва, Нидерланды, Германия и Испания. Министр сельского хозяйства Каталонии Жозеп Мария Пелегри заявил, что российское эмбарго «утопило рынок, который уже страдал из-за серьёзного ценового кризиса». Каталония могла бы экспортировать в Россию 40—50 % своих фруктов. В феврале 2015 глава МИД Испании заявил, что санкции «дорого обошлись для всех […] на сегодняшний день ЕС потерял 21 миллиард евро на экспорте».
Панамагейт привёл к отставке министра промышленности в апреле 2016 года.

## Сельское хозяйство
Особое место в структуре экономики занимает сельское хозяйство (традиционно Испания — сельскохозяйственная страна, кроме того является одним из самых больших производителей Западной Европы).
В нём занято 2,3 % трудоспособного населения страны.
В сельском хозяйстве преобладают крупные фермы (более 100 гектаров), на них приходится 58 % сельскохозяйственных угодий и 30 % оборота, хотя таких ферм всего 6 % от общего числа хозяйств. В то же время, половина ферм имеет не более 5 гектаров земли. Средний оборот фермы в 2020 году составлял 49 600 евро, однако в категорию менее 15 тысяч евро попадали 63 % хозяйств. Как и в большинстве других стран, владельцами ферм, как правило, являются пожилые люди (41 % владельцев старше 65 лет, 14 % моложе 45 лет). Разведением оливковых деревьев занимаются 27 % ферм, фруктами — 15 %, зерновыми и бобовыми —12 %, виноградарством — 8 %. Животноводством занимаются всего 20 % ферм, но эти фермы обычно крупнее и на них в сумме приходится около половины оборота отрасли. Есть тенденция к укрупнению и сокращению числа ферм, если в 1989 году в Испании было 1,6 млн ферм, то в 2020 году — 915 тыс., продуктивность ферм за тот же период выросла почти в 3 раза.
Продуктивность одного гектара в Испании составляет 1887 евро, что ниже среднего показателя по Евросоюзу (2230 евро) и намного уступает продуктивности в Нидерландах (13 683 евро), Италии (4702 евро), Германии (2812 евро) и даже Франции (2351 евро). Растущей проблемой для сельского хозяйства Испании является нехватка пресной воды.
Основные показатели: Испания третья в мире по производству вина, четвёртая — цитрусовых, а также обеспечивает ¼ мирового производства оливок и оливкового масла.
Ведущая отрасль сельского хозяйства — растениеводство (даёт свыше 1/2 стоимости продукции). Выращивают пшеницу (около 20 % посевных площадей), ячмень, кукурузу (в центральных и южных областях страны), рис (на орошаемых землях Средиземноморского побережья; его урожайность в Испании — одна из самых высоких в мире), картофель и сахарную свеклу, бобовые. Виноградарство развито в первую очередь на Средиземноморском побережье и в областях Кастилия-Ла-Манча, Эстремадура.
Овощеводство (овощи занимают 60 % посевных площадей): помидоры, лук, перец, баклажаны. Известны грандиозные комплексы теплиц провинции Альмерия, общая площадь которых составляет около 400 кв. километров.
Большое значение имеет производство оливок (ведущее место по выращиванию оливок в мире), цитрусовых, табака, хлопчатника и сахарной свёклы. На самом юге страны выращивают миндаль (ведущее место по экспорту в Западной Европе), финики и сахарный тростник (в Европе произрастают только в Испании), инжир, гранаты.
Немногим менее половины оборота сельского хозяйства Испании приходится на животноводство. Основным видом мяса является свинина, в меньшей мере развито производство мяса птицы, говядины и ягнятины. Коз и овец разводят в засушливых районах, а на севере — крупный рогатый скот.
Специфическая отрасль сельского хозяйства Испании — заготовка и экспорт пробковой коры.
Значение сельскохозяйственного сектора в испанской экономике падает:
| Год  | % от ВВП | % рабочей силы |
| ---- | -------- | -------------- |
| 1901 | 46,4     | 66,7           |
| 1930 | 34,6     | 47,3           |
| 1940 | 31,9     | 51,9           |
| 1950 | 26,5     | 48,9           |
| 1960 | 22,6     | 41,7           |
| 1975 | 9,7      | 23,4           |
| 1980 | 7,2      | 19,8           |
| 1985 | 6,4      | 18,1           |
| 1990 | 4,5      | 11,2           |
| 1995 | 3,5      | 9,8            |

### Рыбный промысел
Испания входит в первую десятку стран мира по улову рыбы и морепродуктов (1,2 млн тонн в 2012 году) и их переработке, является крупным экспортёром свежей рыбы и рыбных консервов (ежегодно 20—25 % всего улова перерабатывают на консервы).
Ей принадлежит самый большой в Европе рыболовный флот.
Основная часть промысла ведется у берегов Кантабрии, Страны Басков и Галисии, главными рыболовными портами являются Виго и Ла-Корунья. Больше всего вылавливают сардин, хека, макрели, анчоусов и трески.

### Лесное хозяйство
Леса покрывают около трети территории Испании, наиболее густые находятся в Кантабрийских горах. Заготовка древесины имеет небольшое значение, основные виды: пробковый дуб, эвкалипт, дуб, сосна и тополь.

## Промышленность

### Горнодобывающая промышленность
Испания богата полезными ископаемыми и старейшая отрасль промышленности — горнодобывающая. Наиболее значительным минеральным ресурсом является уголь, также имеются большие запасы руд металлов (железа, меди, свинца, цинка, вольфрама, урана, ртути и золота.
При интеграции в мировую экономику горнодобывающая отрасль Испании оказалась неконкурентоспособной, в результате большинство рудников были закрыты, почти всё минеральное сырьё Испания импортирует.

### Металлургия
В 2023 году в Испании было произведено 11,26 млн тонн стали (около 10 %, произведенной в Евросоюзе). В стране работает 17 сталелитейных комбинатов, из них 6 принадлежат международной группе ArcelorMittal, включая крупнейший комбинат страны, ArcelorMittal Olaberria-Bergara. Номинальная производительность сталелитейных комбинатов Испании — 22,94 млн тонн в год. Крупнейшая сталелитейная компания Испании — Acerinox, специализирующаяся на нержавеющей стали, ей принадлежит 3 сталелитейных комбината в Испании и 3 в других странах.

### Машиностроение
Отрасли машиностроения:

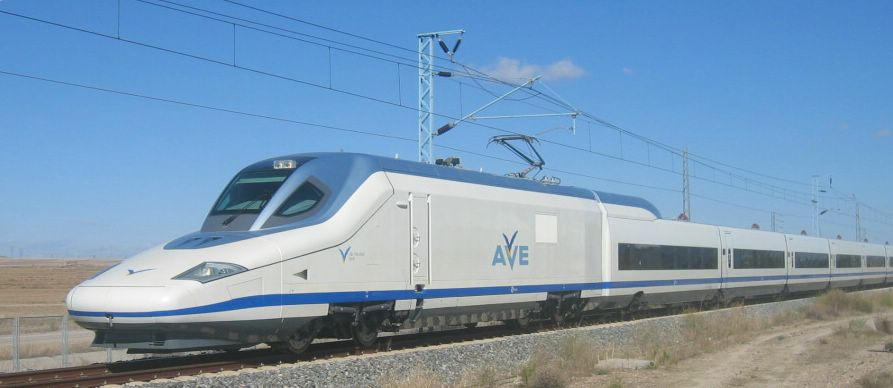
Скоростной поезд Тальго AVE

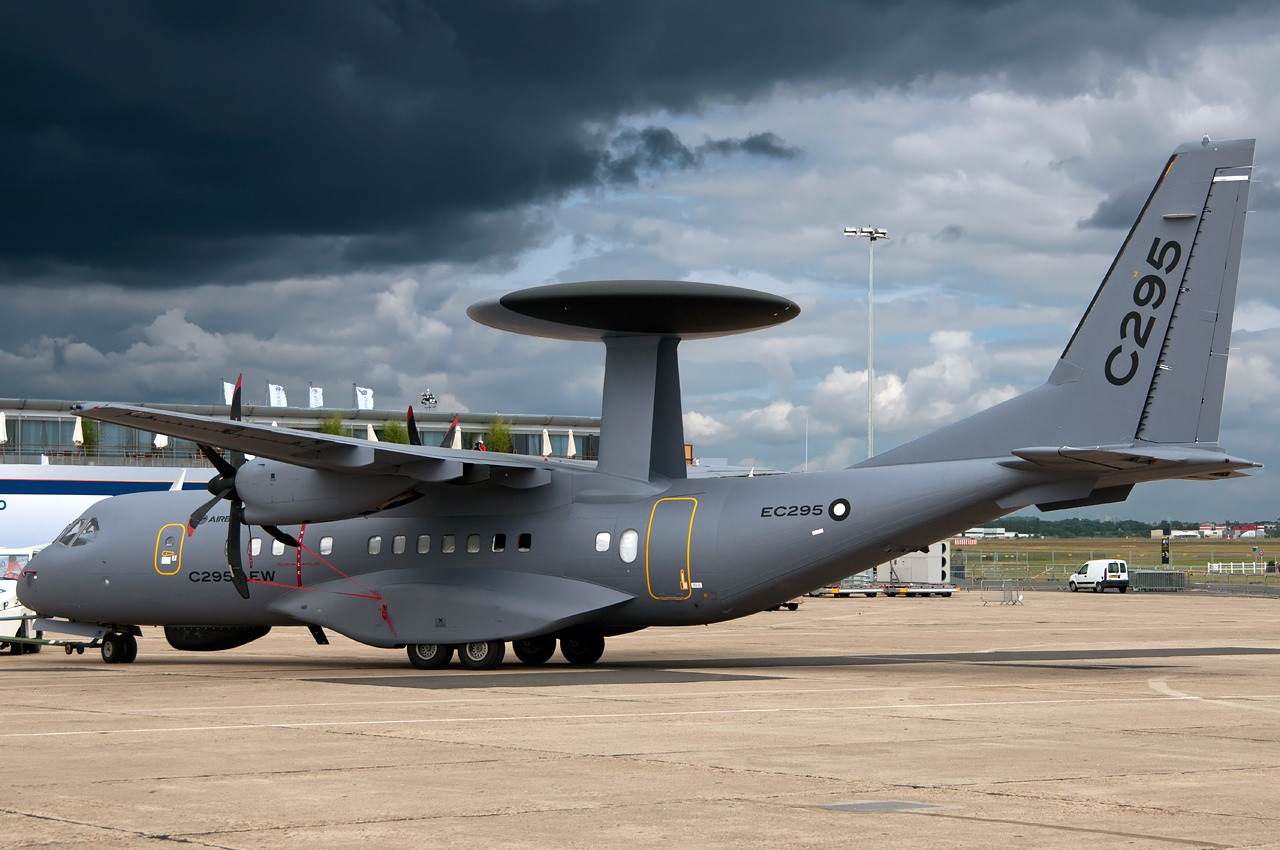
Самолёт ДРЛО CASA-EADS 295 AEW

Судостроение: старые центры расположены на севере страны: Бильбао, Хихон, Сантандер; новые — на северо-западе (Эль-Ферроль, Виго), на востоке (Картахена, Валенсия, Барселона), и на юге (Севилья, Кадис); компания Navantia — пятая крупнейшая в Европе и девятая в мире. В Испании выпускаются различные типы судов, включая рыболовные, торговые, военные (в том числе подводные лодки), паромы, научные суда. В 2020 году был спущен на воду самый большой в мире парусник Sea Cloud Spirit. В среднем в Испании производится около 40 судов в год, до 90 % из них для зарубежных заказчиков.
Автомобилестроение: в Испании работает 17 заводов по производству автомобилей и около 1000 предприятий по производству комплектующих. Помимо собственного бренда SEAT в Испании собираются автомобили Volkswagen, Peugeot, Toyota, Renault, Kia, Hyundai, Citroën, Mercedes и Dacia. Основными центрами автомобилестроения являются Барселона, Мадрид, Вальядолид, Витория, Памплона, Виго. В 2020 году в Испании было выпущено 2,27 млн автомобилей, это 2-й показатель в Европе (после Германии) и 8-й в мире. На производство автомобилей и комплектующих приходится 8,5 % ВВП Испании, это вторая по значимости отрасль промышленности после пищевой. Также это главная статья экспорта — 80 % автомобилей и 60 % комплектующих экспортируется. При этом, Испания является крупным импортёром автомобилей, в 2020 году только одна из четырёх машин, проданных в Испании, была изготовлена в Испании, спросом пользуются немецкие, французские, японские и корейские автомобили.
Авиапромышленность: испанская компания CASA была одним из учредителей европейского концерна Airbus Group, её основной завод находится в городе Сан-Пабло (неподалёку от Севильи). Также есть другие авиастроительные компании: Aernnova, Aciturri, Héroux-Devtek и ITP.
Транспортные средства: производство скоростных ж/д поездов (Talgo 250 и др.)
Электротехническая промышленность.
Развито также производство оборудования для химической, легкой, пищевой промышленности и производства стройматериалов.

### Химическая промышленность и фармацевтика
Оборот химической промышленности Испании в 2023 году составил 82,5 млрд евро (6 % ВВП), более 70 % продукции было экспортировано. Крупнейший кластер химической промышленности находится в провинции Таррагона (часть Каталонии), также важными центрами являются Барселона, Уэльва, Мадрид, Андалусия и Валенсия. Более 30 % оборота отрасли приходится на фармацевтические препараты, другими важными категориями продукции являются пластмассы (13 % оборота), парфюмерия и косметика (10 %), краски и чернила (7 %), моющие средства (6 %), удобрения (3 %), промышленные газы (3 %).
В отрасли работает более 3 тысяч компаний, также имеются филиалы многих ведущих международных химических и фармацевтических компаний, включая BASF, Boehringer Ingelheim, Novartis, Henkel, Bayer, Air Liquide, Teva, Dow Chemical, GlaxoSmithKline, Eli Lilly and Company. Испанская компания Grifols — один из крупнейших в мире производителей препаратов крови, Puig —один из крупнейших производителей парфюмерии и косметики.

### Лёгкая промышленность
Из отраслей лёгкой промышленности наибольшее значение имеют текстильная и кожевенно-обувная промышленность.
Испания неуклонно теряла позиции на мировом рынке одежды и обуви. Испания является 10-м крупнейшим в мире экспортёром обуви, её продукция пользуется спросом во Франции и других странах Европы; по импорту обуви Испания на 9-м месте в мире, основными поставщиками являются Китай и Вьетнам. Сходная картина наблюдается и на рынке одежды, при экспорте в 19 млрд евро импорт составляет 24 млрд евро. Как в производстве, так и в торговле одеждой доминирует компания Inditex, крупнейшая в мире в сфере недорого текстиля, однако почти всю продукцию изготавливают контрактные производители в Азии. В этом же направлении работает компания Punto Fa, известная своим брендом Mango.

### Пищевая промышленность
В пищевой промышленности выделяются виноделие (по производству виноградных вин Испания в Европе уступает лишь Франции и Италии), производство растительного масла (1,7 млн тонн в 1996 году); Испания — мировой лидер по производству оливкового масла (около 0,5 млн тонн в год), плодоовощных и рыбных консервов.
Испания в 2021 году заняла 7-е место в мире и 4-е среди стран Евросоюза по экспорту продовольствия (3,8 % от мирового экспорта); на агропродукцию приходится 17 % испанского экспорта.

## Строительство
По состоянию на 2024 год оборот строительной отрасли Испании оценивался в 193 млрд долларов. Крупнейшими строительными компаниями страны являются Acciona, Grupo ACS, Ferrovial, Grupo FCC, Cosentino, Cobra Instalaciones Y Servicios. В строительной отрасли занято более 2 млн человек. Испания является значительным экспортёром строительных материалов и услуг.

## Энергетика
Страна является нетто-импортером энергоносителей: так, если экспорт энергоносителей — 29,4 млн toe, импорт — почти 130 млн toe, в том числе природного газа — 32,4 млн toe, сырой нефти и нефтепродуктов — 88,8 млн toe.
Обладая одним из крупнейших электроэнергетических комплексов в Европе и в мире в целом, Испания является нетто-импортером электроэнергии. При этом доля потребления электроэнергии в промышленности почти 33 %.

Энергетическая зависимость Испании, 1990—2019 гг.,%

Ключевые энергетические организации:
- Министерство промышленности, торговли и туризма (Ministry of Industry, trade and tourism[50]);
- Iberdrola — одна из крупнейших вертикально-интегрированных мировых энергетических компаний;
- Endessa — крупная вертикально-интегрированных дочерняя компания Enel;
- REE — Red Eléctrica de España[51] — системный оператор национальной энергетической системы Испании

Энергоносители

Структура установленной мощности электростанций Испании за 2019 год, проценты

Оценочные суммарные извлекаемые запасы энергоносителей, рассчитанные по данным U.S. Energy Information Administration (на декабрь 2015 г.), составили 0,416 млрд тут (в угольном эквиваленте) или 0,033 % от общемировых (179 стран мира). Энергетическая зависимость* Испании в соответствии с данными Eurostat определяется семейством кривых, иллюстрируемых следующей диаграммой
Производство первичной энергии в Испании в 2019 г. — 34,98 млн тонн нефтяного эквивалента (toe), что составляет 4,7 % от общего объёма производства первичной энергии в EU-28.
На преобразование энергоносителей на электрических станциях и отопительных установках в 2019 г. пришлось 35,4 % от преобразуемых энергоносителей.

### Электроэнергетика
Установленная мощность генерирующих источников — 115,8 млн кВт (12-е место в мире по оценке на 2020 год), в том числе тепловых электростанций (ТЭС) на ископаемом топливе — 32,4 %, АЭС — 21,9 %, гидроэлектростанции — 13,1 %, ветряные электростанции — 22,1 %, солнечные электростанции — 8,1 %, ТЭС на биомассе — 2,6 %. Потребление электроэнергии за 2020 год составило 233,3 млрд кВт-ч, экспорт — 14,6 млрд кВт-ч, импорт — 17,9 млрд кВт-ч, потери при передаче — 24,0 млрд кВт-ч.
Атомные электростанции Испании вырабатывают около 20 % электроэнергии, в стране работает 7 реакторов общей установленной мощностью 7,123 ГВт. Первый реактор начал работу в 1968 году. К 2035 году планируется отказаться от использования АЭС, 3 реактора общей мощностью 1 ГВт уже закрыты.
Установленная мощность возобновляемых источников энергии (ВИЭ) в 1990 году составляла 13,244 ГВт, в том числе 13,239 ГВт — гидроэлектростанции. В 2019 году эта мощность выросла до 53,657 ГВт, при этом мощность ГЭС выросла только до 16,793 ГВт. Структура установленной мощности и производства электроэнергии-брутто ВИЭ на конец 2019 года характеризуются следующими диаграммами

Структура  установленной мощности ВИЭ Испании за 2019 гг.,  проценты
Структура  производства электроэнергии-брутто на ВИЭ Испании за 2019 гг., проценты

### Ископаемое топливо
Запасы угля в Испании по состоянию на 2019 год оценивались в 1,2 млрд тонн, однако добыча составляла всего 546 тыс. тонн при потреблении 4,9 млн тонн.
Запасы нефти оцениваются в 150 млн баррелей, добыча в 2021 году была на уровне 47,2 тыс. баррелей в сутки. Потребление нефтепродуктов составляет около 1,3 млн баррелей в сутки; Испания импортирует в основном сырую нефть, поскольку имеет достаточные нефтеперерабатывающие мощности.
Запасы природного газа составляют 2,55 млрд м³, собственная добыча в 2020 году составляла 58 млн м³, что покрывало лишь 0,2 % от потребления. Импорт природного газа в 2020 году составлял 32,5 млрд м³.

## Сфера услуг

### Финансовый сектор

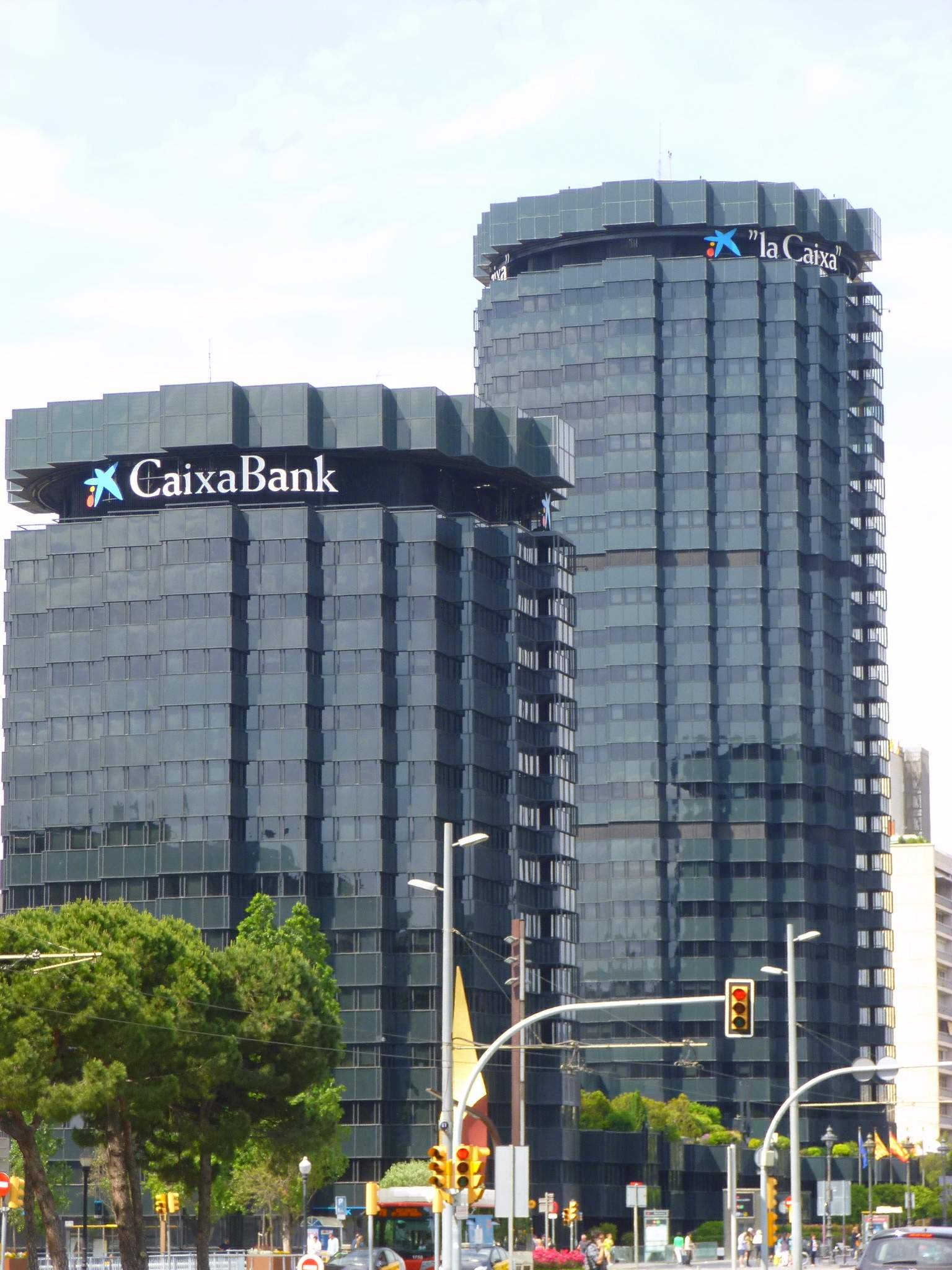
Офис CaixaBank в Барселоне

Функции центрального банка страны выполняет Банк Испании, основанный в 1782 году. В Испании работает около 140 банков, из них 80 — филиалы иностранных банков. Крупнейшими банками Испании являются Grupo Santander, BBVA, Banco Sabadell, Bankinter, CaixaBank. Крупнейшая страховая группа Испании — Mapfre.
С середины 1990-х годов банковский сектор Испании начал быстро расти, особенно за счёт ипотечных кредитов. Наиболее быстрым был рост в сети сберегательных касс, которые в середине 1980-х годов были выведены из государственного подчинения и отличались низкой финансовой дисциплиной. Только в период с 2000 по 2007 год объём кредитов на покупку жилья вырос в 2,5 раза, а кредитов на строительство — более, чем в 5 раз, в сумме на эти две категории кредитов приходилось в 2007 году 62 % от общего объёма кредитования в Испании. Хотя за этот же период объём принятых депозитов вырос в 2 раза, основным источником капитала для банков стал выпуск ипотечных облигаций и других ценных бумаг. По выпуску ценных бумаг в середине 2000-х годов Испания занимала 2-е место в Евросоюзе после Великобритании, причём более половины облигаций было выпущено сберегательными кассами. С началом ипотечного кризиса в США Банк Испании начал ужесточать контроль над банковской системой Испании, но эти меры оказались недостаточными, начался глубокий финансовый кризис, ущерб от которого оценивался в 80 млрд евро. Кризис привёл к тому, что в борьбе с ним власти вынуждены были пойти на непопулярные в обществе меры: снижение зарплат и различных выплат в социальном секторе, повышение налогов и санация рынка труда.
Также, кризис привёл к взрыву сепаратизма — экономический кризис начал постепенно перерастать в политический. С одной стороны, регионы со своими крайне слабыми банками нуждаются в помощи правительства страны. С другой, некоторые территории, в частности Каталония, считают, что без руководящей и направляющей руки Мадрида чувствовали бы себя намного лучше.
В 2012 году Испания была вынуждена обратиться к Европейскому союзу за финансовой помощью целому ряду своих банков, чтобы предотвратить в стране банковский кризис; она просила на это 100 млрд евро; реально потребовалось менее половины этой суммы, и уже в ноябре 2013 министры финансов стран еврозоны приняли решение о досрочном сворачивании этой программы внешней помощи.
Также, Мадрид получил кредиты Евросоюза (хотя правительство официально не обращалось за поддержкой в европейские фонды), после чего власти Испании приступили к реформам и жёсткой бюджетной экономии.
Одним из шагов правительства, направленных на стабилизацию финансово-экономической обстановки в стране, стала национализация в середине 2012 четвёртого по значения банка Испании — Bankia (он был создан в 2010 году путём слияния нескольких сберегательных касс), а также ещё ряда меньших банков. В 2014 году начался процесс приватизации этих банков, часть из них была поглощена крупными банками. Bankia в 2021 году была поглощена CaixaBank.
Крупнейшей фондовой биржей Испании является Мадридская фондовая биржа, основанная в 1831 году; фондовые рынки также есть в Барселоне, Бильбао и Валенсии. По состоянию на конец 2023 года на Мадридской фондовой бирже котировались акции 801 компании, их общая рыночная капитализация составляла 1,2 трлн евро, из них 500 млрд евро пришлось на акции иностранных компаний. Также на бирже котируются облигации, объём испанских гособлигаций в конце 2023 года составлял 1,4 трлн евро, испанских корпоративных облигаций —0,4 трлн евро, иностранные гособлигации — 8,2 трлн евро. Основной биржевой индекс — IBEX 35. С 2020 года Мадридская фондовая биржа принадлежит швейцарской SIX Group. В 2023 году Мадридская фондовая биржа была 22-й крупнейшей в мире и 6-й крупнейшей в Европе.

### Туристическая индустрия
Испания — один из крупнейших центров международного туризма.
Основные туристические центры — Мадрид и Барселона, а также курорты — Коста-Брава, Коста-Дорада, Коста-Бланка, Коста-дель-Соль, Канарские острова. Крупнейший оператор гостиниц в стране — Meliá Hotels International.
В 2022 году Испания была самой посещаемой страной, приняв около 72 млн туристов. Наибольшее число туристов было из Великобритании (17,3 млн), Франции (11,8 млн), Германии (11,0 млн), Италии (4,8 млн), Скандинавии (4,8 млн), Нидерландов (4,3 млн), США (3,8 млн). Оборот отрасли составляет около 70 млрд евро. Всего за 2022 год туристы провели в Испании 271 млн ночей, половину из них в 5 самых популярных регионах: Мальорка, Тенерифе, Барселона, Гран-Канария и Малага.

### Розничная торговля
В розничной торговле доминируют крупные сети супермаркетов — на 5 крупнейших сетей в 2023 году пришлось более половины продаж продуктов питания. Крупнейшей сетью является Mercadona (доля на рынке составила 26,2 %), французская сеть Carrefour на втором месте (9,9 %), далее следуют Lidl (6,4 %), Eroski (4,4 %) и DIA (4,1 %). Крупнейшей сетью универмагов является El Corte Inglés. На рынке одежды самые большие продажи у компании Inditex (бренд Zara). Французская сеть Leroy Merlin — крупнейшая в Испании сеть хозяйственных магазинов.

### Телекоммуникации
По состоянию на 2022 год в Испании было 18,7 млн абонентов стационарной связи (39 линий на 100 жителей). Основной оператор связи — Telefónica, Абонентов сотовой связи насчитывается 59 млн (124 подключения на 100 жителей). Четыре основных сотовых оператора — Movistar (бренд Telefónica), Vodafone, Orange и Yoigo. Доступ к сети интернет имеют 94 % испанцев.
Оператор почтовой службы — государственное предприятие Correos.

## Транспорт
В 2020 году в Испании работала 21 авиакомпания, национальным авиаперевозчиком является Iberia (вместе с British Airways образует International Airlines Group). В стране имеется 363 аэропорта и 121 гелипорт, крупнейшим аэропортом является Барахас (Мадрид).
Протяжённость железных дорог составляет 15 489 км (19-е место в мире), из них 9953 км электрифицированы, большинство путей имеют нестандартную иберийскую ширину колеи 1668 мм. С 1992 года развивается сеть высокоскоростных железных дорог AVE, к 2019 году эта сеть имела общую протяжённость 3400 км и была крупнейшей в Европе и второй крупнейшей в мире после китайской. Оператором пригородных и региональных железнодорожных сетей является государственное предприятие ADIF, высокоскоростных линий — Adif-Alta Velocidad. Основным оператором перевозок является госпредприятие RENFE, но есть и несколько частных операторов (Ouigo España, Iryo). Протяжённость автомобильных дорог — более 150 тыс. км.
По размеру торгового флота Испания занимает 42-е место в мире — 503 судна, из них 24 — танкеры. Крупнейшими портами по грузообороту являются Валенсия (5,6 млн TEU в 2021 году), Альхесирас (4,8 млн TEU) и Барселона (3,5 млн TEU), все они находятся на средиземноморском побережье Испании. Крупные порты на атлантическом побережье — Бильбао и Уэльва.

## Внешнеэкономические связи

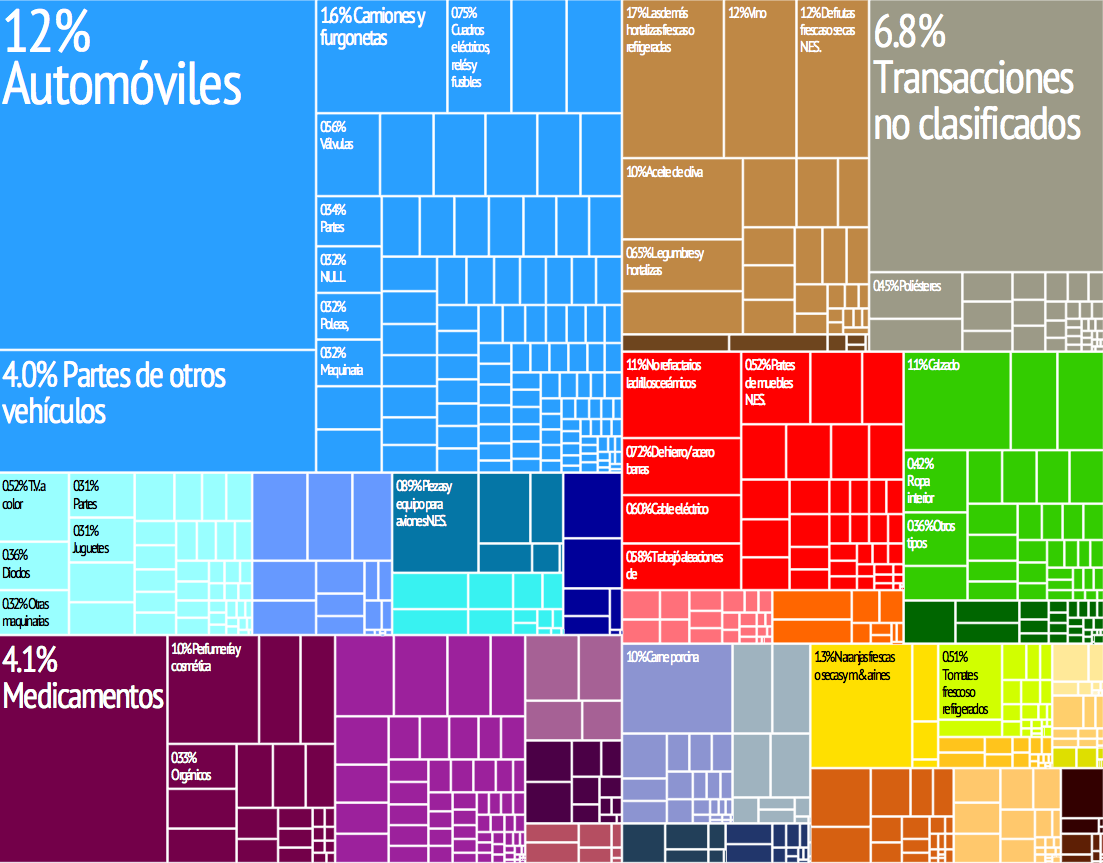
Графическое изображение экспортной продукции

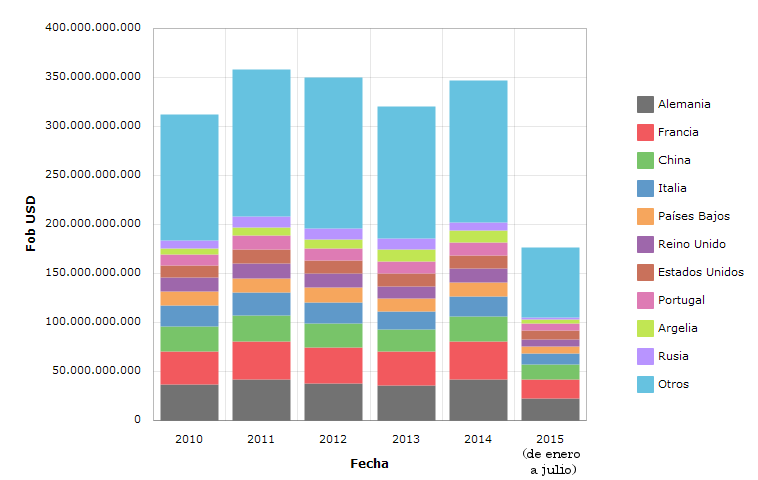
Импорт за период 2010 г. — июль 2015 г. (в долларах США)

Внешнеэкономические связи имеют большое значение для экономики Испании, сумма экспорта и импорта составляет около 80 % ВВП. Торговый баланс стабильно отрицательный из-за зависимости от импорта энергоносителей и высокотехнологичной продукции, однако, благодаря туризму, торговый баланс по услугам положительный. На страны Евросоюза приходится более 60 % экспорта и 45 % импорта.
В 2022 году Испания занимала 15-е место в мире по размеру импорта и 20-е место по экспорту. Главными экспортными товарами были автомобили (33,6 млрд долларов), нефтепродукты (17,2 млрд долларов), упакованные медикаменты (12,7 млрд долларов), автокомплектующие (10,6 млрд долларов), вакцины и препараты крови (7,6 млрд долларов). Основными направлениями экспорта были Франция (65,2 млрд долларов), Германия (39,2 млрд долларов), Португалия (34,9 млрд долларов), Италия (32,1 млрд долларов) и Великобритания (22,6 млрд долларов). Испания в 2022 году была крупнейшим в мире экспортёром свинины, оливкового масла, цитрусовых, пигментов и огурцов.
Крупнейшими статьями импорта были в 2022 году нефть (42,6 млрд долларов), природный газ (24,6 млрд долларов), автомобили (18,2 млрд долларов), упакованные медикаменты (13,2 млрд долларов), автокомплектующие (12,8 млрд долларов). Главные источники импорта — Германия (49,7 млрд долларов), Китай (47,0 млрд долларов), Франция (46,4 млрд долларов), Италия (32,8 млрд долларов) и США (29,6 млрд долларов).
Главными экономическими партнёрами Испании являются страны ЕС, прежде всего Франция, Германия и Польша, а также Великобритания. Испанский капитал в свою очередь также действует на европейском пространстве через ТНК: «Эндеса» владеет мощностями по производству и распределению электроэнергии во всех странах Южной Европы, её присутствие особенно заметно в Италии (7 % генерирующих отраслей) и во Франции (15 % рынка); «Телефоника» обладает лицензиями на мобильную в Германии, Италии, Швейцарии и Австрии.
Особенно удачно из-за географического положения идёт освоение португальского рынка: железнодорожные, энергетические и банковские системы обеих пиренейских стран всё более тесно переплетаются и приходят всё в более тесное взаимодействие. Испанский «BSCH» является третьим по величине в банковских операциях в Португалии, контролируя 10 % кредитного рынка. Испанский капитал присутствует в текстильной и пищевой промышленности, в операциях с недвижимостью, в розничной торговле (крупнейшие сети «Корте Инглес», «Индитекс») и др. Также за рубежом часто ведут производство малые, иногда семейные, фирмы. Это, например, «Фикоса» — производитель автозапчастей, 70 % продукции которой выпускается на предприятиях, разбросанных по четырём континентам; парфюмерная компания «Антонио Пуиг», которая приобрела французскую «Нина Риччи»; кооперативный комплекс «Мондрагон» с дочерними и совместными предприятиями во Франции, Египте и Марокко; «Индо», выпускающая оправы для очков в Китае и др.
Особенно сильна концентрация испанского капитала в странах Латинской Америки. Это обусловлено как историческими, так и культурными причинами. Капитал в Аргентине, Бразилии, Чили, Мексике и Перу сосредоточен в основном в стратегически важных областях — энергетике, телекоммуникациях, банковской системе. В сфере энергетики особенно заметно присутствие испанской «Репсоль», с зарубежными активами около 30 млрд долларов, а также испанских компаний «Эндеса» и «Ибердрола». «Телефоника», с капитализацией 86 млрд долларов, является крупнейшей телекоммуникационной компанией в испано- и португалоязычном мире, число её абонентов приближается к 100 млн. Испанские банки контролируют 45 % средств, аккумулированных в частных пенсионных системах восьми стран Латинской Америки. У двух ведущих банков Santander и BBVA в Латинской Америке работает намного больше персонала, чем на своей родине.
Приток прямых иностранных инвестиций в Испанию в 2022 году составил 34,8 млрд долларов (12-е место в мире), накопленные инвестиции составили 787 млрд долларов. Крупнейшими источниками инвестиций были США (28 %), Великобритания (18 %) и Германия (14 %). Привлекательными свойствами испанской экономики считаются тесные связи с Латинской Америкой, развитая транспортная инфраструктура и успешное реформирование банковского сектора. Среди основных недостатков — высокий государственный и частный долг, высокая безработица, растущий дефицит торгового баланса.

## Рынок труда

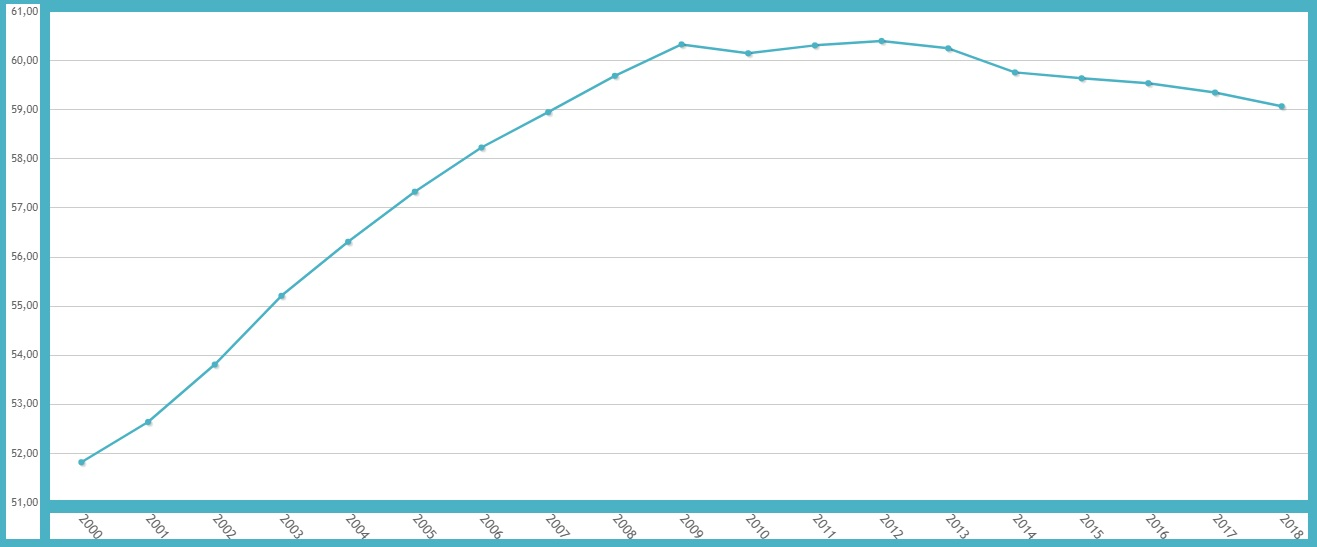
Изменение уровня активности в Испании с 2000 по 2018 год (охватывает население старше 16 лет)

Многие европейские эксперты говорили о «зарегулированности» рынке труда в Испании (аналогично в Португалии), что отпугивает не только зарубежных инвесторов, но и собственных предпринимателей. Отсюда — и низкий экономический рост, после краха рынка недвижимости.
Но в 2010 году в Испании правительству удалось провести через парламент реформу трудового законодательства, либерализовав весьма жесткое законодательство, действовавшего на рынке труда. Она предусматривает упрощение системы увольнения; сокращение почти на треть выходных пособий для увольняемых работников компаний и предприятий; зарплата работников той или иной квалификации уже не устанавливается сверху, одинаковая для всей отрасли, теперь она зависит не столько от квалификации, сколько от реальной производительности труда и финансовых возможностей предприятия; администрациям позволено менять условия найма работников в зависимости от производственной необходимости.
Попытки правительства Испании сократить государственные расходы наталкиваются на отчаянное сопротивление профсоюзов — всеобщая забастовка в конце сентября 2010.
Налогообложение: с 2015 года начнут внедряться налоговая реформа (она предусматривает, в частности, снижение налога на прибыль предприятий с 30 до 25 % (то есть почти до среднеевропейского уровня в 23 %), а также заметное — на 12,5 % — снижение в среднем ставок прогрессивного подоходного налога с физических лиц).

### Безработица
Следствием неполного использования трудовых ресурсов является традиционно низкий процент официальной занятости населения и, как следствие, — высокий уровень официальной безработицы, которая даже в годы бурного роста экономики не опускается ниже 8—10 %.
Энергетический кризис 1973 года ударил по Испании, из-за её зависимости от других стран, очень сильно, в 1975 году безработица выросла до 21 %.
В 1980-х годах в Испании снова начался экономический подъём. Однако в этом случае рост производства сопровождался высокой безработицей — до 22 % трудоспособного населения.
Уровень безработицы в 2006—2007 гг., несмотря на высокие темпы роста занятости, сократился незначительно и составил 8,1 % (второе место среди европейских стран, уступая лишь Словакии); за первые же три месяца 2008 её уровень вырос до 9,6 %. Количество зарегистрированных безработных превышает 2 миллиона человек. Около 60 % испанских безработных — женщины, 13 % — граждане, не достигшие 25 лет.
В первом квартале 2009 года безработица составила 16,5 %, общее число безработных превысило 3,3 млн человек.
В 2012 — свыше 27 %.
В 2014 — приближалась к 25 %.
Борьба с безработицей упирается в проблему — избыток неквалифицированных и недостаток подготовленных кадров (из 5,3 млн безработных 1,7 млн не имеют никакой подготовки).

## Доходы населения
В апреле 2020 года, в рамках мер по сглаживанию социально-экономических последствий пандемии коронавируса, правительство Испании объявило о введении в ближайшее время безусловного базового дохода. Основной упор планируется сделать на поддержку семей. Правительство желает сохранить безусловный базовый доход и после эпидемии. Министр экономики выразила надежду, что универсальный базовый доход останется «постоянным структурным инструментом». Совет министров Испании одобрил программу предоставления минимального жизненного дохода наиболее нуждающимся гражданам. Как заявил официальный представитель правительства Мария Хесус Монтеро, этот шаг направлен «на снижение уровня бедности, особенно среди семей с детьми». Пабло Иглесиас, второй вице-премьер и министр по социальным правам так обосновал решение: «Пандемия, что очевидно, усугубила ситуацию для многих наших соотечественников. Прожиточный минимум фигурировал в правительственной программе, но из-за пандемии это стало насущной необходимостью, потому что тысячи испанских семей больше не могут ждать». Размер пособия будет варьироваться от 462 до 1015 евро в месяц; им смогут воспользоваться 850 тысяч семей, то есть в общей сложности 2,3 млн человек, среди них треть — несовершеннолетние. Госказне программа обойдется в 3 млрд евро. Минимальный жизненный доход будет начисляться с 1 июня. В свою очередь Хосе Луис Эскрива, министр социальной интеграции, социального обеспечения и миграции, заявила — «После одобрения этой программы, Испания приблизится к среднему европейскому показателю расходов на этот вид льгот». С каждым годом число бедных в стране растёт. Банк Испании в своем последнем докладе сообщил, что по меньшей мере 12 миллионов человек живут за чертой бедности. По данным ОЭСР в 2022 году средний размер оплаты труда в Испании составлял €2363,33 (брутто) и €1857,83 (нетто) в месяц.
С 1 января 2024 года минимальный размер оплаты труда в Испании составляет €1323 в месяц и €1134 в 14 платежей (брутто).

## Миллиардеры Испании
По состоянию на 2024 год самыми богатыми испанцами были:
- Амансио Ортега — основатель компании Inditex, 111,4 млрд долларов;
- Сандра Ортега Мера[англ.] — дочь Амансио Оргеги, 9,9 млрд долларов;
- Рафаэль Дель Пино[англ.] — глава компании Ferrovial, основанной его отцом, 6,2 млрд долларов;
- Хуан Роч[англ.] — глава сети супермаркетов Mercadona, 5,5 млрд долларов;
- Исак Андич[англ.] —основатель и председатель сети Mango, 4,0 млрд долларов;
- Мария Дель Пино[англ.] — сестра Рафаэля Дель Пино, 3,4 млрд долларов;
- Даниэль Мате[англ.] — партнёр в компании Glencore, 3,3 млрд долларов;
- Ортензия Эрреро[англ.] — жена Хуана Роча и вице-президент сети супермаркетов Mercadona, 3,1 млрд долларов;
- Алисия Копловиц — маркиза де Бельявиста, 3,1 млрд долларов;
- Томас Оливио Лопес — владелец сети торговых центров General de Galerias Comerciales, 3,0 млрд долларов.

## Теневая экономика
Размер теневой экономики в Испании оценивается в 20 % ВВП. Основной формой теневой экономики является найм рабочих без оформления, наиболее это распространено в таких отраслях, как туризм, сельское хозяйство и строительство. В большинстве случаев так нанимаются нелегальные мигранты.
Испания является транзитной точкой при транспортировке в Европу кокаина из Южной Америки и гашиша из Марокко.